# Список Героев Украины/Т
В настоящем списке в алфавитном порядке представлены люди, получившие почётное звание Герой Украины, чьи фамилии начинаются с буквы «Т».
- Список содержит информацию о дате указа присвоения почётного звания, роде деятельности награждённых и годах их жизни.

## Список людей, фамилии которых начинаются с «Т»
| № | Фамилия, Имя Отчество          | Дата Указа | Деятельность | Годы жизни              |
| - | ------------------------------ | ---------- | --- | ----------------------- |
| 1 | Таций, Василий Яковлевич       | 19.08.2004 | Ректор Национальной юридической академии Украины имени Ярослава Мудрого, Президент и академик Академии правовых наук Украины, академик НАН Украины, Харьков | 13.01.1940 - 28.09.2022 |
| 2 | Тишков, Юрий Михайлович        | 21.08.2001 | Войсковой лётчик-испытатель, генерал-майор | род. 28.09.1948         |
| 3 | Тишура, Владимир Иванович      | 21.04.2006 | Старший пожарный 6-й самостоятельной военизированной пожарной части по охране города Припять (посмертно)                                                    | 15.12.1959—10.05.1986   |
| 4 | Ткачук, Василий Михайлович     | 19.01.2002 | Народный депутат Украины, Председатель наблюдательного совета агрофирмы «Прут», Коломыйский район Ивано-Франковской области                                 | 10.12.1933—08.05.2015   |
| 5 | Тронько, Пётр Тимофеевич       | 07.07.2000 | Заведующий отдела Института истории НАН Украины, глава Всеукраинского союза краеведов, доктор исторических наук, академик НАН Украины, Киев                 | 12.07.1915—12.09.2011   |
| 6 | Тулуб, Сергей Борисович        | 06.08.2004 | Министр топлива и энергетики Украины, президент Национальной атомной энергогенерирующей компании «Энергоатом», Киев                                         | род. 13.08.1953         |
| 7 | Тытенок, Николай Иванович      | 21.04.2006 | Пожарный 6-й самостоятельной военизированной пожарной части по охране города Припять (посмертно)                                                            | 05.12.1962—16.05.1986   |
| 8 | Титаренко, Владислав Вадимович | 24.02.2024 | лейтенант медицинской службы Вооруженных сил Украины, участник российско-украинской войны, отличившийся в ходе российского вторжения в Украину (посмертно)  | 13.09.1994—05.08.2023   |